# Egidio Arévalo
Egidio Raúl Arévalo Ríos, noto semplicemente come Egidio Arévalo o Egidio Arévalo Ríos (Paysandú, 1º gennaio 1982), è un ex calciatore uruguaiano con cittadinanza messicana, di ruolo centrocampista.
È soprannominato El Cacha e El pequeño gigante (in lingua italiana il piccolo gigante).
Nel novembre del 2011 è stato candidato al riconoscimento di calciatore sudamericano dell'anno, classificandosi quarto.

## Biografia
Nell'aprile 2013 si è sposato a Palermo con una connazionale.

## Caratteristiche tecniche
È un tenace centrocampista centrale in grado di svolgere anche la fase difensiva. È abile quindi nell'interdizione e nel far partire l'azione d'attacco, con qualche inserimento in fase offensiva. Dotato di buona tecnica e di senso della posizione, è un destro naturale con baricentro del corpo basso.

## Carriera

### Club

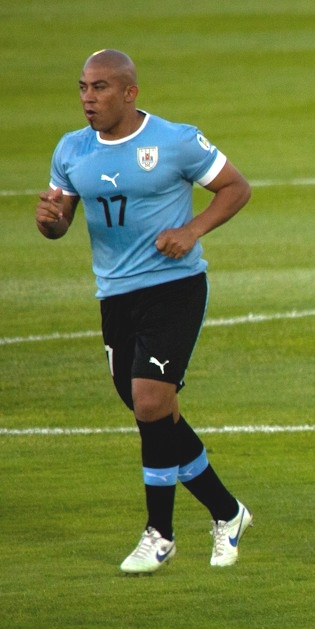
Egidio Arévalo nella partita contro il Cile valida per le qualificazioni ai Mondiali 2014

Ha cominciato a giocare nel 1999, con il Paysandú Bella Vista, in cui resta per due anni.
Dal 2001 al 2006 gioca nel Bella Vista, squadra in cui resta per più tempo in carriera disputando ottime annate.
Nella stagione 2006-2007 gioca positivamente nel Peñarol, quindi nell'annata successiva si trasferisce in Messico per militare nel Monterrey.
Torna in patria nel 2008, per giocare col Danubio, mentre nella stagione successiva si trasferisce ancora in Messico, stavolta al San Luis.
Sempre nel 2009 torna al Peñarol, vincendo il campionato 2009-2010, quindi nel 2011 si trasferisce in Brasile per giocare nel Botafogo.
Nel 2011 torna in Messico, al Club Tijuana, diventandone un titolare fisso.
Il 23 luglio 2012 si trasferisce per 3 milioni di euro alla società italiana del Palermo, firmando un contratto triennale con ingaggio da 700.000 nella prima stagione fino a 850.000 nella terza; il contratto viene depositato presso la Lega Calcio due giorni dopo. Esordisce sia nel campionato italiano sia in maglia rosanero nella prima giornata Palermo-Napoli (0-3), entrando in campo al 55' al posto di Massimo Donati. Il 15 settembre segna la sua prima rete italiana contro il Cagliari (1-1) alla terza giornata. Non presentatosi per la ripresa della preparazione atletica post-Capodanno anche a causa della mancata concessione del permesso di soggiorno alla compagna, ha ricevuto la sospensione emolumenti da parte dell'amministratore delegato Pietro Lo Monaco per il periodo di assenza. La stagione si conclude con la retrocessione dei rosanero, sancita il 12 maggio 2013 dalla sconfitta esterna per 1-0 contro la Fiorentina della 37ª giornata. Non convocato per l'ultima partita di campionato, chiude la stagione con 27 presenze e 2 reti, avendo segnato anche contro la Lazio.
Non convocato per il ritiro estivo in vista della stagione 2013-2014, il 9 agosto 2013 passa in prestito (fino al 31 dicembre) con diritto di riscatto ai Chicago Fire, negli Stati Uniti.
Il 30 dicembre 2013 il Palermo cede per 2 milioni il suo cartellino al Club Tijuana, suo vecchio club, che lo presta immediatamente alla squadra messicana del Monarcas Morelia per sei mesi.
Per la stagione 2014-2015 è al Tigres.

### Nazionale
Ha disputato tutte le partite dei Mondiali 2010 in Sudafrica giocate dalla Nazionale uruguayana.
Nel 2011 ha vinto la Copa América da titolare, dimostrandosi un giocatore importante per la propria Nazionale.
L'11 giugno 2012 viene inserito dal ct Óscar Tabárez nella lista dei 32 calciatori pre-convocati per i Giochi olimpici di Londra, venendo poi scelto per la rosa definitiva come fuori quota e capitano. Disputa da titolare le tre partite del primo turno contro le selezioni olimpiche di Emirati Arabi Uniti, Senegal e Regno Unito, con l'Uruguay che non riesce a superare il girone.
Convocato per la FIFA Confederations Cup 2013, in tale manifestazione gioca 3 partite chiudendola al quarto posto dopo che la sua Nazionale ha perso la finalina contro l'Italia.
Viene convocato per la Copa América Centenario negli Stati Uniti.
Viene convocato dal ct Óscar Tabárez per le amichevoli contro la Polonia del 10 novembre e l'Austria del 14 novembre

## Statistiche

### Presenze e reti nei club
Statistiche aggiornate al 28 febbraio 2016.
| Stagione        | Squadra         | Campionato      | Campionato | Campionato | Coppe nazionali | Coppe nazionali | Coppe nazionali | Coppe continentali | Coppe continentali | Coppe continentali | Altre coppe | Altre coppe | Altre coppe | Totale | Totale |
| Stagione        | Squadra         | Comp            | Pres       | Reti       | Comp            | Pres            | Reti            | Comp               | Pres               | Reti               | Comp        | Pres        | Reti        | Pres   | Reti   |
| --------------- | --------------- | --------------- | ---------- | ---------- | --------------- | --------------- | --------------- | ------------------ | ------------------ | ------------------ | ----------- | ----------- | ----------- | ------ | ------ |
| 2011            | Botafogo        | A/RJ+A          | 1+11       | 0          | CB              | 3               | 0               | -                  | -                  | -                  | -           | -           | -           | 15     | 0      |
| 2011-2012       | Tijuana         | PD              | 31+2       | 1+2        | CM              | 0               | 0               | -                  | -                  | -                  | -           | -           | -           | 15     | 1      |
| 2012-2013       | Palermo         | A               | 27         | 2          | CI              | 0               | 0               | -                  | -                  | -                  | -           | -           | -           | 27     | 2      |
| 2013            | Chicago Fire    | MLS             | 9          | 0          | USOC            | 0               | 0               | -                  | -                  | -                  | -           | -           | -           | 9      | 0      |
| gen.-giu. 2014  | Morelia         | LM              | 13         | 1          | CM              | -               | -               | CL                 | 2                  | 0                  | -           | -           | -           | 15     | 1      |
| 2014-2015       | Tigres UANL     | LM              | 29+7       | 0          | CM              | 3               | 1               | CL                 | 12                 | 3                  | SM          | 2           | 0           | 53     | 4      |
| 2015-gen. 2016  | Tigres UANL     | LM              | 7+5        | 1          | CM              | 0               | 0               | CCL                | 3                  | 0                  | -           | -           | -           | 15     | 0      |
| Totale Tigres   | Totale Tigres   | Totale Tigres   | 36+12      | 1          |                 | 3               | 1               |                    | 15                 | 3                  |             | 2           | 0           | 68     | 5      |
| gen.-giu. 2016  | Atlas           | LM              | 8          | 0          | CM              | 2               | 0               | -                  | -                  | -                  | -           | -           | -           | 10     | 0      |
| Totale carriera | Totale carriera | Totale carriera | 125+25     | 5+2        |                 | 8               | 1               |                    | 17                 | 3                  |             | 2           | 0           | 177    | 11     |

### Cronologia presenze e reti in nazionale
| Cronologia completa delle presenze e delle reti in nazionale ― Uruguay | Cronologia completa delle presenze e delle reti in nazionale ― Uruguay | Cronologia completa delle presenze e delle reti in nazionale ― Uruguay | Cronologia completa delle presenze e delle reti in nazionale ― Uruguay | Cronologia completa delle presenze e delle reti in nazionale ― Uruguay | Cronologia completa delle presenze e delle reti in nazionale ― Uruguay | Cronologia completa delle presenze e delle reti in nazionale ― Uruguay | Cronologia completa delle presenze e delle reti in nazionale ― Uruguay |
| Data                                                                   | Città                                                                  | In casa                                                                | Risultato                                                              | Ospiti                                                                 | Competizione                                                           | Reti                                                                   | Note                                                                   |
| ---------------------------------------------------------------------- | ---------------------------------------------------------------------- | ---------------------------------------------------------------------- | ---------------------------------------------------------------------- | ---------------------------------------------------------------------- | ---------------------------------------------------------------------- | ---------------------------------------------------------------------- | ---------------------------------------------------------------------- |
| 27-9-2006                                                              | Maracaibo                                                              | Venezuela                                                              | 1 – 0                                                                  | Uruguay                                                                | Amichevole                                                             | -                                                                      |                                                                        |
| 7-2-2007                                                               | Cúcuta                                                                 | Colombia                                                               | 1 – 3                                                                  | Uruguay                                                                | Amichevole                                                             | -                                                                      |                                                                        |
| 24-3-2007                                                              | Seul                                                                   | Corea del Sud                                                          | 0 – 2                                                                  | Uruguay                                                                | Amichevole                                                             | -                                                                      |                                                                        |
| 2-6-2007                                                               | Montevideo                                                             | Uruguay                                                                | 2 – 2                                                                  | Cile                                                                   | Amichevole                                                             | -                                                                      |                                                                        |
| 3-3-2010                                                               | San Gallo                                                              | Svizzera                                                               | 1 – 3                                                                  | Uruguay                                                                | Amichevole                                                             | -                                                                      |                                                                        |
| 26-5-2010                                                              | Montevideo                                                             | Uruguay                                                                | 4 – 1                                                                  | Israele                                                                | Amichevole                                                             | -                                                                      |                                                                        |
| 11-6-2010                                                              | Cape Town                                                              | Uruguay                                                                | 0 – 0                                                                  | Francia                                                                | Mondiali 2010 - 1º turno                                               | -                                                                      |                                                                        |
| 16-6-2010                                                              | Pretoria                                                               | Sudafrica                                                              | 0 – 3                                                                  | Uruguay                                                                | Mondiali 2010 - 1º turno                                               | -                                                                      |                                                                        |
| 22-6-2010                                                              | Rustenburg                                                             | Messico                                                                | 0 – 1                                                                  | Uruguay                                                                | Mondiali 2010 - 1º turno                                               | -                                                                      |                                                                        |
| 26-6-2010                                                              | Port Elizabeth                                                         | Uruguay                                                                | 2 – 1                                                                  | Corea del Sud                                                          | Mondiali 2010 - Ottavi di finale                                       | -                                                                      |                                                                        |
| 2-7-2010                                                               | Johannesburg                                                           | Uruguay                                                                | 1 – 1 dts (4 – 2 dtr)                                                  | Ghana                                                                  | Mondiali 2010 - Quarti di finale                                       | -                                                                      |                                                                        |
| 6-7-2010                                                               | Cape Town                                                              | Uruguay                                                                | 2 – 3                                                                  | Paesi Bassi                                                            | Mondiali 2010 - Semifinale                                             | -                                                                      |                                                                        |
| 10-7-2010                                                              | Port Elizabeth                                                         | Uruguay                                                                | 2 – 3                                                                  | Germania                                                               | Mondiali 2010 - Finale 3º posto                                        | -                                                                      | 4º posto                                                               |
| 11-8-2010                                                              | Lisbona                                                                | Angola                                                                 | 0 – 2                                                                  | Uruguay                                                                | Amichevole                                                             | -                                                                      |                                                                        |
| 17-11-2010                                                             | Santiago del Cile                                                      | Cile                                                                   | 2 – 0                                                                  | Uruguay                                                                | Amichevole                                                             | -                                                                      |                                                                        |
| 25-3-2011                                                              | Tallinn                                                                | Estonia                                                                | 2 – 0                                                                  | Uruguay                                                                | Amichevole                                                             | -                                                                      |                                                                        |
| 29-3-2011                                                              | Dublino                                                                | Irlanda                                                                | 2 – 3                                                                  | Uruguay                                                                | Amichevole                                                             | -                                                                      |                                                                        |
| 29-5-2011                                                              | Sinsheim                                                               | Germania                                                               | 2 – 1                                                                  | Uruguay                                                                | Amichevole                                                             | -                                                                      |                                                                        |
| 8-6-2011                                                               | Montevideo                                                             | Uruguay                                                                | 1 – 1 (3 – 5 dtr)                                                      | Paesi Bassi                                                            | Amichevole                                                             | -                                                                      |                                                                        |
| 23-6-2011                                                              | Rivera                                                                 | Uruguay                                                                | 3 – 0                                                                  | Estonia                                                                | Amichevole                                                             | -                                                                      |                                                                        |
| 4-7-2011                                                               | San Juan                                                               | Uruguay                                                                | 1 – 1                                                                  | Perù                                                                   | Coppa America 2011 - 1º turno                                          | -                                                                      |                                                                        |
| 8-7-2011                                                               | Mendoza                                                                | Uruguay                                                                | 1 – 1                                                                  | Cile                                                                   | Coppa America 2011 - 1º turno                                          | -                                                                      |                                                                        |
| 12-7-2011                                                              | La Plata                                                               | Uruguay                                                                | 1 – 0                                                                  | Messico                                                                | Coppa America 2011 - 1º turno                                          | -                                                                      |                                                                        |
| 16-7-2011                                                              | Santa Fe                                                               | Argentina                                                              | 1 – 1 dts (4 – 5 dtr)                                                  | Uruguay                                                                | Coppa America 2011 - Quarti di finale                                  | -                                                                      |                                                                        |
| 19-7-2011                                                              | La Plata                                                               | Perù                                                                   | 0 – 2                                                                  | Uruguay                                                                | Coppa America 2011 - Semifinale                                        | -                                                                      |                                                                        |
| 24-7-2011                                                              | Buenos Aires                                                           | Uruguay                                                                | 3 – 0                                                                  | Paraguay                                                               | Coppa America 2011 - Finale                                            | -                                                                      | 1º posto                                                               |
| 7-10-2011                                                              | Montevideo                                                             | Uruguay                                                                | 4 – 2                                                                  | Bolivia                                                                | Qual. Mondiali 2014                                                    | -                                                                      |                                                                        |
| 11-10-2011                                                             | Asunción                                                               | Paraguay                                                               | 1 – 1                                                                  | Uruguay                                                                | Qual. Mondiali 2014                                                    | -                                                                      |                                                                        |
| 11-11-2011                                                             | Montevideo                                                             | Uruguay                                                                | 4 – 0                                                                  | Cile                                                                   | Qual. Mondiali 2014                                                    | -                                                                      |                                                                        |
| 15-11-2011                                                             | Roma                                                                   | Italia                                                                 | 0 – 1                                                                  | Uruguay                                                                | Amichevole                                                             | -                                                                      |                                                                        |
| 29-2-2012                                                              | Bucarest                                                               | Romania                                                                | 1 – 1                                                                  | Uruguay                                                                | Amichevole                                                             | -                                                                      |                                                                        |
| 25-5-2012                                                              | Mosca                                                                  | Russia                                                                 | 1 – 1                                                                  | Uruguay                                                                | Amichevole                                                             | -                                                                      |                                                                        |
| 2-6-2012                                                               | Montevideo                                                             | Uruguay                                                                | 1 – 1                                                                  | Venezuela                                                              | Qual. Mondiali 2014                                                    | -                                                                      |                                                                        |
| 10-6-2012                                                              | Montevideo                                                             | Uruguay                                                                | 4 – 2                                                                  | Perù                                                                   | Qual. Mondiali 2014                                                    | -                                                                      |                                                                        |
| 7-9-2012                                                               | Barranquilla                                                           | Colombia                                                               | 4 – 0                                                                  | Uruguay                                                                | Qual. Mondiali 2014                                                    | -                                                                      |                                                                        |
| 11-9-2012                                                              | Montevideo                                                             | Uruguay                                                                | 1 – 1                                                                  | Ecuador                                                                | Qual. Mondiali 2014                                                    | -                                                                      |                                                                        |
| 12-10-2012                                                             | Mendoza                                                                | Argentina                                                              | 3 – 0                                                                  | Uruguay                                                                | Qual. Mondiali 2014                                                    | -                                                                      |                                                                        |
| 16-10-2012                                                             | La Paz                                                                 | Bolivia                                                                | 4 – 1                                                                  | Uruguay                                                                | Qual. Mondiali 2014                                                    | -                                                                      |                                                                        |
| 14-11-2012                                                             | Danzica                                                                | Polonia                                                                | 1 – 3                                                                  | Uruguay                                                                | Amichevole                                                             | -                                                                      |                                                                        |
| 6-2-2013                                                               | Doha                                                                   | Spagna                                                                 | 3 – 1                                                                  | Uruguay                                                                | Amichevole                                                             | -                                                                      |                                                                        |
| 22-3-2013                                                              | Montevideo                                                             | Uruguay                                                                | 1 – 1                                                                  | Paraguay                                                               | Qual. Mondiali 2014                                                    | -                                                                      |                                                                        |
| 27-3-2013                                                              | Santiago del Cile                                                      | Cile                                                                   | 2 – 0                                                                  | Uruguay                                                                | Qual. Mondiali 2014                                                    | -                                                                      |                                                                        |
| 5-6-2013                                                               | Montevideo                                                             | Uruguay                                                                | 1 – 0                                                                  | Francia                                                                | Amichevole                                                             | -                                                                      |                                                                        |
| 21-6-2013                                                              | Salvador de Bahia                                                      | Nigeria                                                                | 1 – 2                                                                  | Uruguay                                                                | Conf. Cup 2013 - 1º turno                                              | -                                                                      |                                                                        |
| 26-6-2013                                                              | Belo Horizonte                                                         | Brasile                                                                | 2 – 1                                                                  | Uruguay                                                                | Conf. Cup 2013 - Semifinale                                            | -                                                                      |                                                                        |
| 30-6-2013                                                              | Salvador de Bahia                                                      | Uruguay                                                                | 2 – 2 dts (4 – 5 dtr)                                                  | Italia                                                                 | Conf. Cup 2013 - Finale 3º posto                                       | -                                                                      | 106’                                                                   |
| 6-9-2013                                                               | Lima                                                                   | Perù                                                                   | 1 – 2                                                                  | Uruguay                                                                | Qual. Mondiali 2014                                                    | -                                                                      |                                                                        |
| 10-9-2013                                                              | Montevideo                                                             | Uruguay                                                                | 2 – 0                                                                  | Colombia                                                               | Qual. Mondiali 2014                                                    | -                                                                      |                                                                        |
| 11-10-2013                                                             | Quito                                                                  | Ecuador                                                                | 1 – 0                                                                  | Uruguay                                                                | Qual. Mondiali 2014                                                    | -                                                                      | 58’                                                                    |
| 15-10-2013                                                             | Montevideo                                                             | Uruguay                                                                | 3 – 2                                                                  | Argentina                                                              | Qual. Mondiali 2014                                                    | -                                                                      |                                                                        |
| 13-11-2013                                                             | Amman                                                                  | Giordania                                                              | 0 – 5                                                                  | Uruguay                                                                | Qual. Mondiali 2014                                                    | -                                                                      |                                                                        |
| 20-11-2013                                                             | Montevideo                                                             | Uruguay                                                                | 0 – 0                                                                  | Giordania                                                              | Qual. Mondiali 2014                                                    | -                                                                      |                                                                        |
| 5-3-2014                                                               | Klagenfurt am Wörthersee                                               | Austria                                                                | 1 – 1                                                                  | Uruguay                                                                | Amichevole                                                             | -                                                                      | 81’                                                                    |
| 31-5-2014                                                              | Montevideo                                                             | Uruguay                                                                | 1 – 0                                                                  | Irlanda del Nord                                                       | Amichevole                                                             | -                                                                      |                                                                        |
| 4-6-2014                                                               | Montevideo                                                             | Uruguay                                                                | 2 – 0                                                                  | Slovenia                                                               | Amichevole                                                             | -                                                                      |                                                                        |
| 14-6-2014                                                              | Fortaleza                                                              | Uruguay                                                                | 1 – 3                                                                  | Costa Rica                                                             | Mondiali 2014 - 1º turno                                               | -                                                                      |                                                                        |
| 19-6-2014                                                              | San Paolo                                                              | Uruguay                                                                | 2 – 1                                                                  | Inghilterra                                                            | Mondiali 2014 - 1º turno                                               | -                                                                      |                                                                        |
| 24-6-2014                                                              | Natal                                                                  | Italia                                                                 | 0 – 1                                                                  | Uruguay                                                                | Mondiali 2014 - 1º turno                                               | -                                                                      | 46’                                                                    |
| 28-6-2014                                                              | Rio de Janeiro                                                         | Colombia                                                               | 2 – 0                                                                  | Uruguay                                                                | Mondiali 2014 - Ottavi di finale                                       | -                                                                      |                                                                        |
| 5-9-2014                                                               | Sapporo                                                                | Giappone                                                               | 0 – 2                                                                  | Uruguay                                                                | Amichevole                                                             | -                                                                      |                                                                        |
| 8-9-2014                                                               | Goyang                                                                 | Corea del Sud                                                          | 0 – 1                                                                  | Uruguay                                                                | Amichevole                                                             | -                                                                      |                                                                        |
| 10-10-2014                                                             | Gedda                                                                  | Arabia Saudita                                                         | 1 – 1                                                                  | Uruguay                                                                | Amichevole                                                             | -                                                                      | 85’                                                                    |
| 13-10-2014                                                             | Mascate                                                                | Oman                                                                   | 0 – 3                                                                  | Uruguay                                                                | Amichevole                                                             | -                                                                      | 66’                                                                    |
| 13-11-2014                                                             | Montevideo                                                             | Uruguay                                                                | 3 – 3 (6 - 7 dtr)                                                      | Costa Rica                                                             | Amichevole                                                             | -                                                                      |                                                                        |
| 19-11-2014                                                             | Santiago del Cile                                                      | Cile                                                                   | 1 – 2                                                                  | Uruguay                                                                | Amichevole                                                             | -                                                                      |                                                                        |
| 28-3-2015                                                              | Agadir                                                                 | Marocco                                                                | 0 – 1                                                                  | Uruguay                                                                | Amichevole                                                             | -                                                                      |                                                                        |
| 6-6-2015                                                               | Montevideo                                                             | Uruguay                                                                | 5 – 1                                                                  | Guatemala                                                              | Amichevole                                                             | -                                                                      |                                                                        |
| 13-6-2015                                                              | Antofagasta                                                            | Uruguay                                                                | 1 – 0                                                                  | Giamaica                                                               | Coppa America 2015 - 1º turno                                          | -                                                                      |                                                                        |
| 16-6-2015                                                              | La Serena                                                              | Argentina                                                              | 1 – 0                                                                  | Uruguay                                                                | Coppa America 2015 - 1º turno                                          | -                                                                      |                                                                        |
| 20-6-2015                                                              | La Serena                                                              | Uruguay                                                                | 1 – 1                                                                  | Paraguay                                                               | Coppa America 2015 - 1º turno                                          | -                                                                      |                                                                        |
| 24-6-2015                                                              | Santiago del Cile                                                      | Cile                                                                   | 1 – 0                                                                  | Uruguay                                                                | Coppa America 2015 - Quarti di finale                                  | -                                                                      |                                                                        |
| 4-9-2015                                                               | Panama                                                                 | Panama                                                                 | 0 – 1                                                                  | Uruguay                                                                | Amichevole                                                             | -                                                                      |                                                                        |
| 8-9-2015                                                               | San José                                                               | Costa Rica                                                             | 1 – 0                                                                  | Uruguay                                                                | Amichevole                                                             | -                                                                      | 78’                                                                    |
| 12-11-2015                                                             | Quito                                                                  | Ecuador                                                                | 2 – 1                                                                  | Uruguay                                                                | Qual. Mondiali 2018                                                    | -                                                                      |                                                                        |
| 18-11-2015                                                             | Montevideo                                                             | Uruguay                                                                | 3 – 0                                                                  | Cile                                                                   | Qual. Mondiali 2018                                                    | -                                                                      |                                                                        |
| 26-3-2016                                                              | Recife                                                                 | Brasile                                                                | 2 – 2                                                                  | Uruguay                                                                | Qual. Mondiali 2018                                                    | -                                                                      |                                                                        |
| 29-3-2016                                                              | Montevideo                                                             | Uruguay                                                                | 1 – 0                                                                  | Perù                                                                   | Qual. Mondiali 2018                                                    | -                                                                      |                                                                        |
| 27-5-2016                                                              | La Plata                                                               | Uruguay                                                                | 3 – 1                                                                  | Trinidad e Tobago                                                      | Amichevole                                                             | -                                                                      | 60’                                                                    |
| 6-6-2016                                                               | Glendale                                                               | Messico                                                                | 3 – 1                                                                  | Uruguay                                                                | Coppa America Centenario - 1º turno                                    | -                                                                      |                                                                        |
| 10-6-2016                                                              | Filadelfia                                                             | Uruguay                                                                | 0 – 1                                                                  | Venezuela                                                              | Coppa America Centenario - 1º turno                                    | -                                                                      |                                                                        |
| 14-6-2016                                                              | Santa Clara                                                            | Uruguay                                                                | 3 – 0                                                                  | Giamaica                                                               | Coppa America Centenario - 1º turno                                    | -                                                                      |                                                                        |
| 1-9-2016                                                               | Mendoza                                                                | Argentina                                                              | 1 – 0                                                                  | Uruguay                                                                | Qual. Mondiali 2018                                                    | -                                                                      |                                                                        |
| 7-9-2016                                                               | Montevideo                                                             | Uruguay                                                                | 4 – 0                                                                  | Paraguay                                                               | Qual. Mondiali 2018                                                    | -                                                                      |                                                                        |
| 6-10-2016                                                              | Montevideo                                                             | Uruguay                                                                | 3 – 0                                                                  | Venezuela                                                              | Qual. Mondiali 2018                                                    | -                                                                      |                                                                        |
| 11-10-2016                                                             | Barranquilla                                                           | Colombia                                                               | 2 – 2                                                                  | Uruguay                                                                | Qual. Mondiali 2018                                                    | -                                                                      |                                                                        |
| 10-11-2016                                                             | Montevideo                                                             | Uruguay                                                                | 2 – 1                                                                  | Ecuador                                                                | Qual. Mondiali 2018                                                    | -                                                                      | 54’                                                                    |
| 15-11-2016                                                             | Ñuñoa                                                                  | Cile                                                                   | 3 – 1                                                                  | Uruguay                                                                | Qual. Mondiali 2018                                                    | -                                                                      |                                                                        |
| 23-3-2017                                                              | Montevideo                                                             | Uruguay                                                                | 1 – 4                                                                  | Brasile                                                                | Qual. Mondiali 2018                                                    | -                                                                      |                                                                        |
| 4-6-2017                                                               | Dublino                                                                | Irlanda                                                                | 3 – 1                                                                  | Uruguay                                                                | Amichevole                                                             | -                                                                      | 46’                                                                    |
| 5-9-2017                                                               | Asunción                                                               | Paraguay                                                               | 1 – 2                                                                  | Uruguay                                                                | Qual. Mondiali 2018                                                    | -                                                                      | 90’                                                                    |
| Totale                                                                 |                                                                        | Presenze                                                               | 90                                                                     |                                                                        | Reti                                                                   | 0                                                                      |                                                                        |

| Cronologia completa delle presenze e delle reti in nazionale ― Uruguay olimpica | Cronologia completa delle presenze e delle reti in nazionale ― Uruguay olimpica | Cronologia completa delle presenze e delle reti in nazionale ― Uruguay olimpica | Cronologia completa delle presenze e delle reti in nazionale ― Uruguay olimpica | Cronologia completa delle presenze e delle reti in nazionale ― Uruguay olimpica | Cronologia completa delle presenze e delle reti in nazionale ― Uruguay olimpica | Cronologia completa delle presenze e delle reti in nazionale ― Uruguay olimpica | Cronologia completa delle presenze e delle reti in nazionale ― Uruguay olimpica |
| Data                                                                            | Città                                                                           | In casa                                                                         | Risultato                                                                       | Ospiti                                                                          | Competizione                                                                    | Reti                                                                            | Note                                                                            |
| ------------------------------------------------------------------------------- | ------------------------------------------------------------------------------- | ------------------------------------------------------------------------------- | ------------------------------------------------------------------------------- | ------------------------------------------------------------------------------- | ------------------------------------------------------------------------------- | ------------------------------------------------------------------------------- | ------------------------------------------------------------------------------- |
| 12-7-2012                                                                       | Maldonado                                                                       | Uruguay olimpica                                                                | 6 – 4                                                                           | Cile olimpica                                                                   | Amichevole                                                                      | 0                                                                               |                                                                                 |
| 15-7-2012                                                                       | Montevideo                                                                      | Uruguay olimpica                                                                | 2 – 0                                                                           | Panama olimpica                                                                 | Amichevole                                                                      | 0                                                                               |                                                                                 |
| 29-7-2012                                                                       | Londra                                                                          | Senegal olimpica                                                                | 2 – 0                                                                           | Uruguay olimpica                                                                | Olimpiadi 2012 - 1º turno                                                       | -                                                                               |                                                                                 |
| 01-8-2012                                                                       | Cardiff                                                                         | Regno Unito olimpica                                                            | 1 – 0                                                                           | Uruguay olimpica                                                                | Olimpiadi 2012 - 1º turno                                                       | -                                                                               |                                                                                 |
| Totale                                                                          |                                                                                 | Presenze                                                                        | 4                                                                               |                                                                                 | Reti                                                                            | 0                                                                               |                                                                                 |

| Cronologia completa delle presenze e delle reti in nazionale (partite non ufficiali) ― Uruguay olimpica | Cronologia completa delle presenze e delle reti in nazionale (partite non ufficiali) ― Uruguay olimpica | Cronologia completa delle presenze e delle reti in nazionale (partite non ufficiali) ― Uruguay olimpica | Cronologia completa delle presenze e delle reti in nazionale (partite non ufficiali) ― Uruguay olimpica | Cronologia completa delle presenze e delle reti in nazionale (partite non ufficiali) ― Uruguay olimpica | Cronologia completa delle presenze e delle reti in nazionale (partite non ufficiali) ― Uruguay olimpica | Cronologia completa delle presenze e delle reti in nazionale (partite non ufficiali) ― Uruguay olimpica | Cronologia completa delle presenze e delle reti in nazionale (partite non ufficiali) ― Uruguay olimpica |
| Data | Città                                                                                                   | In casa                                                                                                 | Risultato                                                                                               | Ospiti                                                                                                  | Competizione                                                                                            | Reti | Note |
| --- | --- | --- | --- | --- | --- | --- | --- |
| 8-7-2012                                                                                                | ? | Uruguay olimpica                                                                                        | 4 – 0                                                                                                   | Central Español                                                                                         | Amichevole                                                                                              | 0 | |
| Totale                                                                                                  | | Presenze                                                                                                | 1 | | Reti | 0 | |

## Palmarès

### Club
- Campionato uruguaiano: 1

Peñarol: 2009-2010
- Campionato messicano: 1

Tigres: Apertura 2015

### Nazionale
- Coppa America: 1

2011

### Individuale
- Equipo Ideal de América: 2

2010, 2011